# Anne Fine
Anne Fine (* 7. Dezember 1947 in Leicester) ist eine britische Schriftstellerin. Sie war 2001–2003 die zweite Trägerin des Literaturpreises Children’s Laureate.
Anne Fine studierte in Warwick Geschichte und Politikwissenschaft. Danach arbeitete sie ein Jahr als Lehrerin, dann in Oxford als Information Officer für Oxfam. Als 1971 ihre erste Tochter zur Welt kam, begann sie mit dem Schreiben. Sie war mit dem britischen Philosophen Kit Fine verheiratet und hat zwei Töchter, Cordelia und Ione. Fine lebt in Barnard Castle.

## Auszeichnungen
- Children’s Laureate 2001–2003[1]
- Whitbread Book Award
  - 1996 für The Tulip Touch
  - 1993 für Flour Babies
- Carnegie Medal
  - 1992 für Flour Babies
  - 1989 für Goggle-eyes
- Nestlé Smarties Book Prize 1989 für Bill's New Frock
- Guardian Award 1990 für Goggle-eyes

## Werke (Auswahl)
- Flour Babies (dt. Das Baby-Projekt, 1995)
- The Tulip Touch (dt. Typisch Tulipa, 1998)
- Goggle-eyes (dt. Der Neue, 1989)
- Step by Wicked Step (dt. Familien-Spiel, 1995)
- Madame Doubtfire (dt. Mrs. Doubtfire, 1994)
- Bill's New Frock (dt. Bills neues Kleid, 1993)
- Up on Cloud Nine (dt. Auf Wolke sieben, 2003)
- The Granny Project (dt. Das Oma-Projekt, 1990)
- The Stone Menagerie (dt. Die Steinmenagerie, 1989)
- The Book of the Banshee (dt. Familienkrieg, 1994)
- Bad Dreams (dt. Böse Träume, 2004)
- How to Write Really Badly (dt. Der Schreibkünstler, 2001)
- A Pack of Liars (dt. Die Lügenbande)
- The Angel of Nitshill Road (dt. Ein Engel in der Schule, 1996)
- The Chicken gave it to Me (dt. Ein total verrücktes Huhn, 1997)
- A Sudden Glow of Gold (dt. Goldnebel)
- The Country Pancake (dt. Kuh-Lotto, 1993)
- Charm School (dt. Miss Charming, 2001)
- Crummy Mummy and Me (dt. Punky Mami, 1998)
- Loudmouth Louis (dt. Quassel-Philipp, 2002)
- A Sudden Puff of Glittering Smoke (dt. Zaubernebel, 1995)
- Scaredy-Cat (dt. Anna ist kein Angsthase, übers.: Ulli und Herbert Günther, 2000)
- All Bones and Lies (dt. Zuviel des Guten, 2001)
- Taking the Devil's Advice (dt. Wer dem Teufel glaubt, 1991)
- Telling Liddy (dt. Schwesternliebe, 1998)
- In Cold Domain (dt. Mutterglück, 1996)
- The Killjoy (dt. Killjoy, 1989)
- Nag Club (dt. Wer nervt, gewinnt)
- Diary of a Killer Cat (dt. Tagebuch einer Killerkatze, 1994)
- Only a Show (dt. Schule is Wahnsinn, 2004)
- Roll Over Roly (dt. Robby und Bobby)
- Ruggles (dt. Flip will raus, 2003)
- Care of Henry (dt. Ein Platz für Henry, übers.: Ulli und Herbert Günther, 1999)
- Press Play (dt. Ein Morgen ohne Mama, 1999)
- The Haunting of Pip Parker (dt. Annie und der Weihnachtsspuk, übers.: Ulli und Herbert Günther, 1998)